# 山东省人民检察院
山东省人民检察院是中华人民共和国山东省的检察机关。其前身是1950年10月成立的山东省人民检察署，1954年12月更为现名。

## 历史沿革
1950年6月，开始筹建山东省人民检察署。同年10月，正式建立山东省人民检察署，内部设秘书处和刑民处。1954年12月，山东省人民检察署改称山东省人民检察院。
1966年8月25日，山东省人民检察院成立文化大革命领导小组。1967年1月25日，被造反派夺权。1968年2月，被军事管制。1973年6月，建制被撤销。
1978年6月，山东省人民检察院重新建立，下设办公室、业务组、组织组。

## 机构设置
- 办公室
- 政治部
- 新闻宣传办公室
- 第一检察部（普通犯罪检察部）
- 第二检察部（重大犯罪检察部）
- 第三检察部（职务犯罪检察部）
- 第四检察部（经济犯罪检察部）
- 第五检察部（刑事执行检察部）
- 第六检察部（民事检察部）
- 第七检察部（行政检察部）
- 第八检察部（公益诉讼检察部）
- 第九检察部（未成年人检察部）
- 第十检察部（控告申诉检察部）
- 法律政策研究室
- 案件管理办公室
- 检务督察部
- 检察技术部
- 警务部
- 检察事务保障部
- 机关党委
- 离退休干部处

事业单位
- 山东省人民检察院信息中心
- 山东省检察官培训学院

## 历任领导
历任检察长
| 姓名   | 任期                 | 备注  |
| ------ | -------------------- | ----- |
| 陈雷   | 1951年2月－1964年7月 |       |
| 王华   | 1964年7月－1966年    |       |
| 刘干   | 1978年6月－1982年3月 |       |
| 路升云 | 1982年3月－1983年3月 |       |
| 李惠民 | 1983年5月－1986年6月 |       |
| 臧坤   | 1986年6月－1993年7月 |       |
| 赵长风 | 1993年7月－2001年6月 | [ 2 ] |
| 国家森 | 2001年6月－2012年2月 |       |
| 吴鹏飞 | 2012年2月－2018年2月 |       |
| 陈勇   | 2018年2月－2022年9月 | [ 3 ] |